# HD 140283
Мафусаил (HD 140283) — звезда-субгигант в созвездии Весов, расположенная примерно в 190 световых годах от Земли. Звезду относят ко второму поколению звёзд (население II) с малым содержанием металлов.
Субгигант HD 140283 относится к группе очень старых звёзд, родившихся через несколько сотен миллионов лет после Большого Взрыва. Возможно, она является самой древней звездой в ближайших окрестностях Солнца; во всяком случае она является наиболее старой из всех звёзд, чей возраст был надёжно определён. Звезда завершила свою эволюцию на главной последовательности диаграммы Герцшпрунга — Рассела и начала схождение с неё, что связано с формированием в её недрах пассивного очень горячего гелиевого ядра, на периферии которого продолжает выгорать водород, однако до загорания гелия и перехода в стадию красного гиганта дело ещё не дошло. Согласно исследованию, опубликованному в «The Astrophysical Journal», она родилась в карликовой галактике, которую Млечный Путь поглотил более 12 млрд лет назад. 
Звезда была обнаружена астрономами ещё более ста лет назад. Она была отмечена как высокоскоростная звезда — это довольно обычное явление для старых звёзд населения II, поскольку они не концентрируются к галактической плоскости (где находится Солнце), а принадлежат к сферическому гало Галактики и, входя в галактический диск, движутся поперёк него. Согласно первоначальной оценке, её возраст равнялся 16 млрд лет, что, однако, невозможно, так как возраст Вселенной не более 13,8 млрд лет. По уточнённой оценке, озвученной на 221-й конференции Американского астрономического сообщества в Лонг-Бич (США), её возраст превышает 13,2 миллиарда лет. Вычислением возраста звезды занималась группа астрономов под руководством Говарда Бонда из Университета штата Пенсильвания. Без учёта возраста Вселенной применение теории эволюции звёзд даёт оценку возраста 13,46±0,8 млрд лет. Если наложить на эти границы условие, что возраст звезды не может превосходить возраст Вселенной, то наиболее вероятное значение возраста становится равным 13,3 млрд лет.
HD 140283 практически исчерпала запасы водорода в ядре, из-за чего её яркость постепенно падает. Возраст звезды равен и даже, возможно, превышает возраст другой звезды-долгожительницы — HE 1523-0901.
Звезда является чрезвычайно металлодефицитной (то есть содержит очень мало элементов тяжелее водорода и гелия), что связано с её рождением в те ранние времена, когда межзвёздная среда ещё не была обогащена тяжёлыми элементами, нарабатываемыми в звёздах. Так, содержание железа и кислорода в её фотосфере соответственно в 250 и 50 раз меньше солнечного.
Звезда не видна невооружённым глазом, однако доступна для наблюдения в бинокль или любительский телескоп.